# Sanys capsicata
Sanys capsicata là một loài bướm đêm trong họ Erebidae.